# Estádio Olímpico El Menzah
O Estádio Olímpico El Menzah (em francês: Stade Olympique d'El Menzah) é um estádio multiuso localizado em Tunes, capital da Tunísia. Inaugurado em 1967, foi a casa onde a Seleção Tunisiana de Futebol mandou seus jogos amistosos e oficiais até a inauguração do moderno Estádio Olímpico Hammadi Agrebi em 2001. A partir de então passou a ser unicamente a casa onde Esperance, Club Africain e Stade Tunisien, clubes da capital, mandam seus jogos oficiais por competições nacionais e continentais. Sua capacidade máxima é de 45 000 espectadores.

## Histórico
Originalmente, o estádio foi construído para receber os Jogos do Mediterrâneo de 1967. Desde então, é parte integrante do principal complexo esportivo do país. Em 1994, o estádio foi completamente reformado para ser uma das sedes oficiais do Campeonato Africano das Nações ocorrido no país neste ano. Voltou a ser novamente uma das sedes da principal competição de seleções africanas na edição de 2004, quando abrigou jogos da fase de grupos e uma partida válida pelas quartas-de-final do torneio.